# Jakiszki (rejon wyłkowyski)
Jakiszki (lit. Jakiškiai) – wieś na Litwie, na Suwalszczyźnie, w rejonie wyłkowyskim w okręgu mariampolskim, w pobliżu granicy z Polską.
Leżały w powiecie wyłkowyskim Królestwa Polskiego.